# Arthur Adams (zoologiste)
Pour les articles homonymes, voir Arthur Adams et Adams.
Arthur Adams est un médecin de marine et un conchyliologiste britannique, né en 1820 à Gosport et mort en 1878 dans la même ville.

## Biographie
Médecin à bord de l’H.M.S. Actaeon durant un voyage au Japon, en Corée et en Chine. À bord de l’H.M.S. Samarang, il voyage dans l'archipel malais de 1843 à 1846. Il fait paraître Zoology of the voyage of H.M.S. Samarang (1850). Adam White (1817-1879) l'assiste pour la description des crustacés récoltés durant le voyage.
Il fait paraître avec son frère Henry Adams (1813-1877), The genera of recent mollusca : arranged according to their organization (trois volumes, 1853-1858).
Il est aussi l'auteur de Travels of a naturalist in Japan and Manchuria (1870).